# Fairey Firefly
Фейрі Файрфлай (Світлячок) (англ. Fairey Firefly) — британський палубний одномоторний винищувач/протичовновий літак, що перебував на озброєнні Повітряних сил ВМФ Британії за часів Другої світової війни. Літак був розроблений компанією Fairey Aviation Company на заміну Fulmar і значно переважав його за усіма показниками. Брав активну участь у світовій війні з 1943 до 1945 роки та у післявоєнний час до середини 1950-х років.

## Історія створення
Fairey Firefly проєктувався згідно з вимогами специфікації Адміралтейства N.5/40F, яке замовило два типи двомісних палубних винищувачів, що відрізнялись бортовим озброєнням. Одна з версій повинна була мати 8 кулеметів «Браунінг» під калібр .303 British, у той час, як друга — щонайменше 4 автоматичні гармати Hispano-Suiza HS.404. Фірма «Фейрі» представила на конкурс прототип двомісного винищувача/розвідника «Файрфлай», котрий був подальшим розвитком попереднього літака «Фулмар» цієї фірми з більшою швидкістю і посиленим озброєнням. Концепцію, запропоновану Г. Е. Чапліном, затвердили у вересні 1939 року, а 12 червня 1940 року видали замовлення на 200 літаків. Хоча «Файрфлай» був на 1 810 кг важче за «Фулмар», у швидкості він мав перевагу на 60 км/год за рахунок кращої аеродинамічної конструкції та потужнішого двигуна.
22 грудня 1941 року злетів перший з чотирьох побудованих літаків з Великого західного аеродрому «Фейрі»; пілотував його льотчик-випробувач Крістофер Станіленд, який 4 червня 1942 року підняв у повітря і другий літак компанії Fairey Aviation Company. Наприкінці 1942 року на борту авіаносця «Ілластріес» проходили морські випробування.
У березні 1943 року з виробничої лінії заводу в Хейсі зійшов перший серійний літак. «Файрфлай» оснастили 1 730 к. с. (1 290кВт) двигуном «Грифон» IIB; машини пізнішої побудови мали 1 990 к. с. (1 481 кВт) двигун «Грифон» XII. Інші зміни, що стались під час виробництва «Файрфлай» F. Mk I, включали в себе посилене лобове скло, обтічники для чотирьох 20-мм гармат, розміщених у крилах, і двомісний рятувальний човен, розташований у задній частині фюзеляжу на додаток до індивідуальних човнів типу «К» у пілота і спостерігача.
Загалом було побудовано 459 «Файрфлай» F. Mk I, 327 на заводі в Хейсі і ще 132 на заводі General Aircraft. Після встановлення радара виявлення надводних цілей у контейнері під двигуном цю модель винищувача назвали «Файрфлай» FR. Mk I, яких побудували 236 одиниць. Частку F. Mk I переобладнали на стандарт FR. Mk I і позначали F. Mk IA, але вони не експлуатувалися, тому машини списали після припинення бойових дій.
Компанія «Фейрі» продовжила розробку на базі «Файрфлай» нічних винищувачів, ці моделі позначалися NF. Mk II, що мали 0,38-м вставку у фюзеляжі позаду двигуна для компенсації зміни положення центра ваги літака від ваги, встановленої в задній кабіні апаратури радара A1 Mk X. Але проблеми з керованістю Mk II і радаром А1 привели до припинення робіт над цим варіантом.
Таким чином, FR. Mk I залишився єдиним варіантом нічного винищувача «Фейрі», це варіант з оглядовим радаром, пристосованим до пошуку повітряних цілей. Заплановану програму випуску 328 літаків Mk II припинили на користь виробництва на заводі модифікації FR. Mk I, позначеної згодом NF. Mk I, яких побудували 140 одиниць. Більшість з 37 NF. Mk II перед списанням переобладнали назад, до стандарту Mk I.
Післявоєнні розробки:
- Mk IВ — неозброєний із подвійним керуванням;
- Т. Mk I — для тренування пілотів із піднятим ліхтарем задньої кабіни, випущений у вересні 1947 р.;
- Т. Mk 2 — навчально-бойовий з двома 20-мм гарматами — перший політ 19 серпня 1949;
- Т. Mk 3. — тренувальний для спостерігачів 1951 року із задньою кабіною, повністю обладнаної для тренування спостерігачів для дії під час протичовнових операцій. Невелику кількість переобладнали в буксирувальники повітряних мішеней (англ. Target Tugs) «Файрфлай» TT. Mk I.

Із замовлених 100 літаків з двигуном «Грифон» 61, «Файрфлай» Mk III, побудували тільки прототип в 1944 році, а основні зусилля зосередили на розвитку Mk IV, оснащеного двигуном «Грифон» 74 в 2 100 к. с. (1 566 кВт) з двоступінчастим нагнітачем і чотирилопатевим гвинтом. Ці літаки з їхньої так званою «універсальною» конструкцією стали основою для Mk 5 і Mk 6, основних післявоєнних варіантів «Файрфлая». Загалом було випущено 160 Mk IV, деякі з них пізніше переобладнувались в буксирувальники. 352 Mk 5 будувались в трьох під-варіантах - винищувача, нічного винищувача і проти субмаринного розвідника, який обладнувався американською електронікою, на відміну від Mk 6, який обладнувався британською. Останніх було побудовано тільки 133.
Останнім варіантом став Mk 7 з двигуном «Грифон» 59, який вимагав збільшення хвостових поверхонь, але дозволив позбутись радіаторів з крила. Варіант виготовлявся тільки в неозброєному варіанті для пошукових місій AS.7. Загалом було виготовлено 151 Mk 7, але більшість з них стали навчальними літаками T. Mk 7. Пізніше на їх основі також було створено безпілотні мішені U.8.
Всього було випущено 1 702 літаки всіх версій.

## Історія використання
Основним варіантом літака стала модель Mk I, яка застосовувалась по всіх театрах воєнних дій. Перші екземпляри винищувача надійшли у підрозділи авіації у березні 1943 року, однак аж до липня 1944 року їх не використовували в бойових умовах. Тільки літом 1944 року «Файрфлай» Mk I став на озброєння 1770-ї ескадрильї морської авіації на борту авіаносця «Індефатікабл». Їхніми першими завданнями стало проведення повітряної розвідки та протичовнове патрулювання поблизу норвезьких берегів. Також «Файрфлаї» залучались на прикриття авіаційних нальотів на німецький лінкор «Тірпіц» у норвезькому фіорді.
На Тихому океані цей літак спочатку використовували за прямим призначенням, проте поступово «Файрфлаї» в Тихоокеанському флоті Великої Британії перенацілили на завдання, як літак протичовнової боротьби. Саме тут винищувач здобув першу повітряну перемогу, коли 2 січня 1945 року пілот 1770-ї ескадрильї збив японський Nakajima Ki-43. Ці літаки брали участь в атаках на об'єкти нафтової промисловості на окупованих територіях у Тихому океані, та стали першими британськими винищувачами, що з'явились у небі Токіо.
Із завершенням воєнних дій «Файрфлаї» лишались у складі морської авіації Королівського флоту до середини 1950-х років. Вони також активно застосовувались у повітряних силах та на флотах Канади, Австралії, Данії, Ефіопії, Нідерландів, Канади та Таїланду. Так, Королівський канадський флот використовував 65 одиниць версії Fairey Firefly Mk AS 5 на борту власних авіаносців з 1946 по 1954 роки.
Під час війн у Кореї та в Малаї британські та австралійські «Файрфлаї» виконували завдання з протичовнової оборони та підтримки наземних військ на полі бою. Однак із надходженням на озброєння Fairey Gannet старі винищувачі практично закінчили свою кар'єру, їх перепрофілювали на використання в ролі тренувальних літаків, буксирувальників мішеней та безпілотних літаків. Так, у середині 1950-х років ВМС Індії закупило 10 літаків для цілей буксування повітряних мішеней і тренування льотчиків та обслуги ППО стрільбі по цілях.
Останній раз «Файрфлаї» застосовувались у 1960—1962 роках під час протистояння голландських та індонезійських військ у Нідерландській Новій Гвінеї. Літаки здійснили декілька вильотів у ролі штурмовиків безпосередньої підтримки наземних військ, до підписання мирної угоди про припинення воєнних дій.

## Тактико-технічні характеристики (F Mk. I)

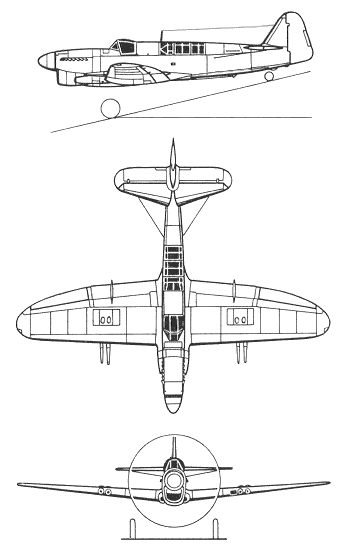
Схематичне зображення винищувача Fairey Firefly Mk I

Дані з Consice Guide to British Aircraft of World War II

### Технічні характеристики
- Екіпаж: 2 особи
- Довжина: 11,46 м
- Висота: 4,14 м
- Розмах крила: 13,56 м
- Площа крила: 30,47 м ²
- Маса порожнього: 4423 кг
- Максимальна злітна маса: 6359 кг
- Двигун: Rolls-Royce Griffon IIB
- Потужність: 1730 к. с. (1290 кВт.)

### Льотні характеристики
- Максимальна швидкість: 509 км/год на 4265 м.
- Практична стеля: 8535 м
- Радіус польоту 2092 км

### Озброєння
- Стрілецьке:
  - 4 × 20-мм курсових гармати в крилі
- Підвісне:
  - 8 × 27 кг некерованих ракет або
  - 2 × 454 кг бомби